# Oncocnemis lepipoloides
Oncocnemis lepipoloides là một loài bướm đêm trong họ Noctuidae.